# KNDS France
KNDS France, ранее известный как Nexter и GIAT Industries (фр. Groupement des Industries de l'Armée de Terre, Группа предприятий по производству наземных вооружений) — французский производитель вооружений и военной техники, базирующийся в городе Роане департамента Луар.

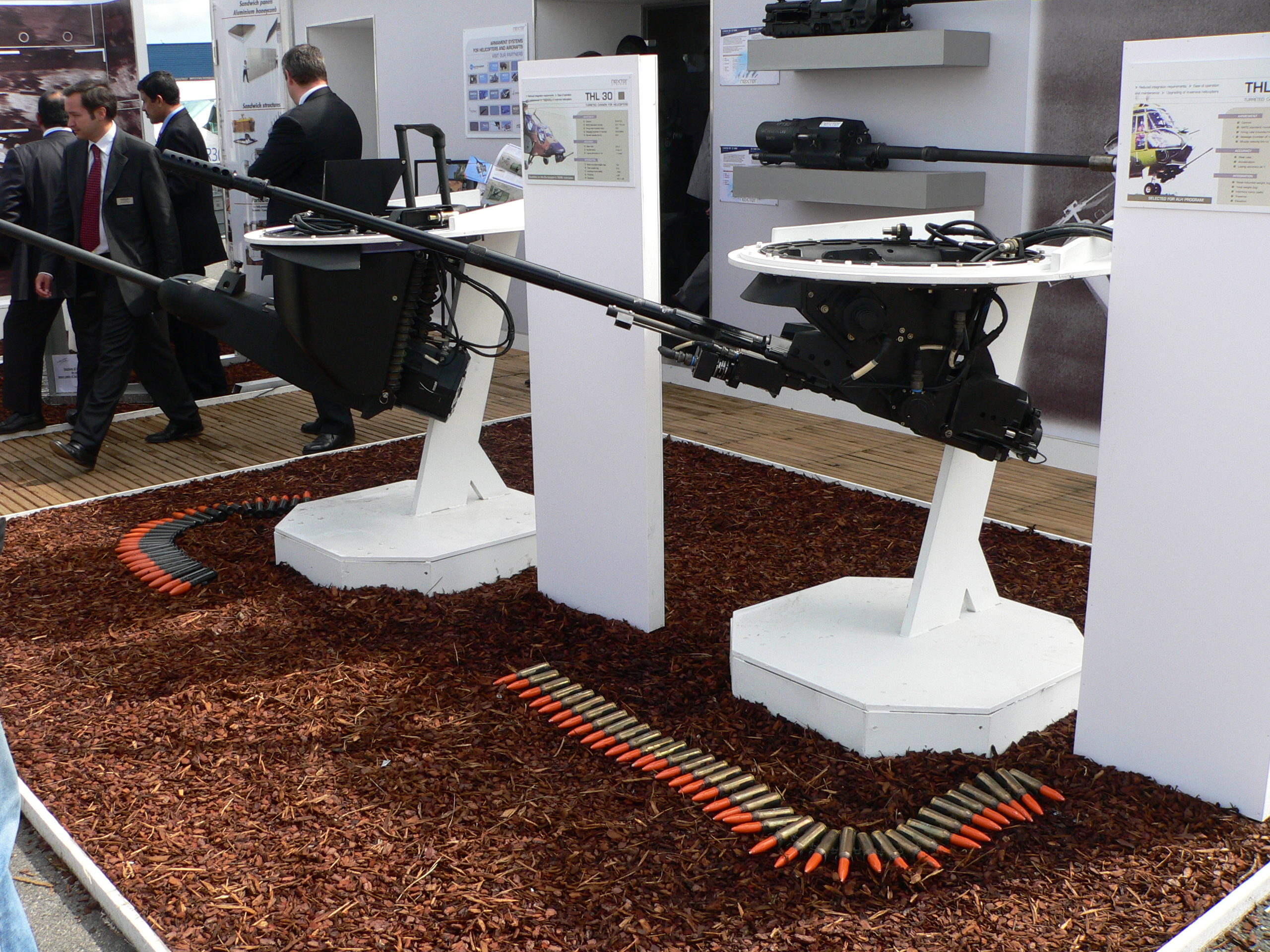
Выставочная экспозиция компании Nexter

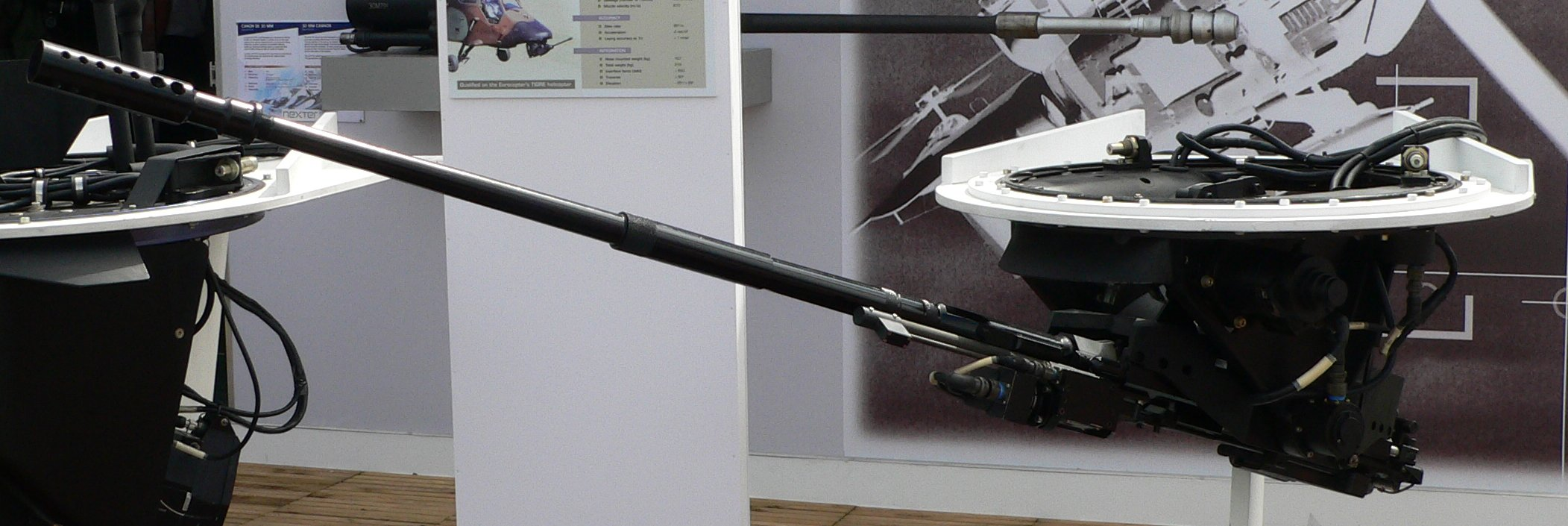
Пушечная вертолетная турель THL-20

## История
В 1973 году была создана компания GIAT, которая получила промышленные мощности Министерства обороны Франции. В 1991 году компания GIAT была национализирована, затем 22 сентября 2006 года стала ядром новой компании Nexter. Несмотря на многочисленные попытки добиться самоокупаемости, отчетность 2001—2002 годов обрисовала финансовое положение дел как критическое.
В 2014 году было объявлено, что Nexter собирается объединиться с немецкой промышленной компанией Krauss-Maffei Wegmann, создав франко-германскую оборонную группу Technology Group с годовым оборотом около 2 млрд евро и портфелем заказов 6,5 млрд евро.

## Известная продукция
- штурмовая винтовка FAMAS
- снайперская винтовка FR-F2
- основной танк французской армии «Леклерк»
- одноразовый гранатомет APILAS
- самоходная гаубица CAESAR
- стрелково-гранатометный комплекс PAPOP
- и т.д.